# 스테퍼니 시모어
스테퍼니 미셸 시모어(영어: Stephanie Michelle Seymour, 1968년 7월 23일 ~ )는 미국의 모델, 배우이다. 빅토리아 시크릿, 스포츠 일러스트레이티드 수영복 모델 등으로 활동했다.

## 필모그래피
| 비디오 게임 | 비디오 게임           | 비디오 게임     | 비디오 게임       |
| 연도        | 제목                  | 역할            | 비고              |
| ----------- | --------------------- | --------------- | ----------------- |
| 1994년      | 헬: 사이버펑크 스릴러 | 시나 스톤       |                   |
| 영화        |                       |                 |                   |
| 연도        | 제목                  | 역할            | 비고              |
| 2000년      | 폴락                  | 헬렌 프랑켄탈러 |                   |
| 텔레비전    |                       |                 |                   |
| 연도        | 제목                  | 역할            | 비고              |
| 2002년      | 뉴욕 특수수사대       | 사라 린드스트롬 | 에피소드: "Crazy" |